# Nannophlebia anacharis
Nannophlebia anacharis – gatunek ważki z rodziny ważkowatych (Libellulidae).